# 93-й меридіан східної довготи
93-й меридіан східної довготи — лінія довготи, що лежить на 93 градуси східніше Гринвіцького меридіана. Вона проходить від Північного полюса через Північний Льодовитий океан, Азію, Індійський океан, Південний океан та Антарктиду до Південного полюса.
93-й меридіан східної довготи формує велике коло разом із 87-мим меридіаном західної довготи.

## Список географічних об'єктів, що перетинає 93° сх. д.
Починаючи на Північному полюсі та рухаючись до Південного полюса, 93-й меридіан східної довготи проходить через:
| Координати                                                 | Країна, територія або море | Примітки |
| ---------------------------------------------------------- | -------------------------- | --- |
| 90°0′ пн. ш. 93°0′ сх. д. / 90.000° пн. ш. 93.000° сх. д.  | Північний Льодовитий океан | |
| 80°50′ пн. ш. 93°0′ сх. д. / 80.833° пн. ш. 93.000° сх. д. | Росія                      | Північна Земля — проходить через острови Комсомолець, Піонер[ru] і Жовтневої Революції та архіпелаг Сєдова                             |
| 79°24′ пн. ш. 93°0′ сх. д. / 79.400° пн. ш. 93.000° сх. д. | Карське море               | |
| 76°3′ пн. ш. 93°0′ сх. д. / 76.050° пн. ш. 93.000° сх. д.  | Росія                      | Проходить через Красноярськ |
| 50°47′ пн. ш. 93°0′ сх. д. / 50.783° пн. ш. 93.000° сх. д. | Монголія                   | Приблизно на 11 км |
| 50°41′ пн. ш. 93°0′ сх. д. / 50.683° пн. ш. 93.000° сх. д. | Росія                      | Тува — приблизно на 10 км |
| 50°36′ пн. ш. 93°0′ сх. д. / 50.600° пн. ш. 93.000° сх. д. | Монголія                   | |
| 45°1′ пн. ш. 93°0′ сх. д. / 45.017° пн. ш. 93.000° сх. д.  | КНР                        | Сіньцзян Ганьсу Цинхай Тибет |
| 28°15′ пн. ш. 93°0′ сх. д. / 28.250° пн. ш. 93.000° сх. д. | Індія                      | Аруначал-Прадеш Ассам Мізорам Маніпур Мізорам                                                                                          |
| 22°4′ пн. ш. 93°0′ сх. д. / 22.067° пн. ш. 93.000° сх. д.  | М'янма                     | |
| 19°54′ пн. ш. 93°0′ сх. д. / 19.900° пн. ш. 93.000° сх. д. | Бенгальська затока         | |
| 13°40′ пн. ш. 93°0′ сх. д. / 13.667° пн. ш. 93.000° сх. д. | Індія                      | Андаманські острови — проходить через Північний Андаман та архіпелаг Річі[en]                                                          |
| 11°56′ пн. ш. 93°0′ сх. д. / 11.933° пн. ш. 93.000° сх. д. | Індійський океан           | Проходить східніше острова Кар-Нікобар, Нікобарські острови, Індія Проходить західніше острова Тересса[en], Нікобарські острови, Індія |
| 60°0′ пд. ш. 93°0′ сх. д. / 60.000° пд. ш. 93.000° сх. д.  | Південний океан            | Проходить східніше острова Дригальського[en]                                                                                           |
| 66°33′ пд. ш. 93°0′ сх. д. / 66.550° пд. ш. 93.000° сх. д. | Антарктида                 | Проходить через Австралійську антарктичну територію (претендує Австралія)                                                              |